# ماريا لويزا كالي
ماريا لويزا كالي (بالإسبانية: María Luisa Calle) مواليد 3 أكتوبر 1968 في ميديلين، هي دراج كولومبيه. شاركت في دورة الألعاب الأولمبية الصيفية وفازت بميدالية أولمبية.

## الميداليات
| الميدالية | المسابقة                       |
| --------- | ------------------------------ |
| برونزية   | الألعاب الأولمبية الصيفية 2004 |

## روابط خارجية
- ماريا لويزا كالي على موقع أرشيف الدراجات (الإنجليزية)
- ماريا لويزا كالي على موقع إحصائيات الدراجات الإحترافية (الإنجليزية)
- ماريا لويزا كالي على موقع نسبة الدراجات (الإنجليزية)
- ماريا لويزا كالي على موقع CycleBase (الإنجليزية)
- ماريا لويزا كالي على موقع اللجنة الأولمبية الدولية (الإنجليزية)
- ماريا لويزا كالي على موقع أوليمبيديا (الإنجليزية)